# Papa Celestin
Oscar Celestin, dit Papa Celestin est un trompettiste, cornettiste et chef d'orchestre américain, né le 1er janvier 1884 à Napoleonville et mort le 15 décembre 1954. Il fut l'un des premiers musiciens de jazz professionnels américains.

## Vie et carrière musicale
Fils d'un tailleur de canne à sucre, Celestin naît à Napoleonville en Louisiane. Il travaille dans sa jeunesse dans les plantations de canne à sucre de Louisiane. À la recherche de meilleures conditions de vie, il est engagé comme cuisinier pour le compte de la Texas & Pacific Railroad, économise ainsi de l'argent et acquiert des instruments de musique. Il joue dans un premier temps de la guitare et du trombone avant de choisir le cornet à pistons comme instrument principal. Il prend des leçons de musique auprès du musicien Claiborne Williams, avec lequel il a remonté le Bayou Lafourche à partir de Donaldsonville. Au début des années 1900 il joue avec la formation Algiers Brass Band et avec divers petits groupes avant de s'installer à La Nouvelle-Orléans en 1904 à l'âge de 20 ans.
À La Nouvelle-Orléans, il joue à l'Imperial, l'Indiana, au sein de l'Olympia Brass Bands de Henry Allen et l'orchestre de danse du tromboniste Jack Carey. Au début de sa carrière il est parfois appelé « Sonny » Celestin. Vers 1910 il décroche un emploi en tant que leader de l'orchestre du Tuxedo Dance Hall situé sur la rue North Franklin près du quartier de Storyville. Il a gardé le nom « Tuxedo » comme nom d'orchestre après la fermeture du Dance Hall. En habillant les musiciens en smoking (nommé tuxedo aux États-Unis), le Tuxedo est devenu l'un des groupes les plus populaires engagé pour ses codes à la fois noir et blanc. Celestin a co-dirigé le band Tuxedo pendant plusieurs années avec le tromboniste William Ridgely. Ils effectuent leurs premiers enregistrements avec le groupe au cours d'un voyage à La Nouvelle-Orléans en 1925 pour Okeh Records. Peu de temps après, Ridgely et Celestin entrent en désaccord sur la conduite de l'orchestre Tuxedo et ce pour environ 5 ans. L'orchestre Tuxedo d'origine fait une autre série d'enregistrements pour Columbia Records jusqu'à la fin des années 1920. En plus de l'orchestre Tuxedo, Celestin mène le Tuxedo Brass Band, l'un des orchestres de cuivres les plus reconnus de la ville. Les principaux musiciens à se faire connaître à cette période sont le tromboniste Bill Mathews, le pianiste Octave Crosby, le batteur Christopher Goldston, le cornettiste Joe Oliver, le trompettiste Mutt Carey, le clarinettiste Alphonse Picou, le bassiste Alexis Ricard et le trompettiste Louis Armstrong qui ont joué dans l'Orchestre Tuxedo d'origine avec Celestin.
En 1932, Celestin est forcé de quitter son band en période de crise économique et travaille ensuite sur un chantier naval jusqu'à ce qu'il rejoigne un autre band après la Seconde Guerre mondiale. Le nouveau Tuxedo Brass Band remporte un grand succès et est acclamé comme l'une des principales attractions touristiques de La Nouvelle-Orléans. En 1953, Papa Celestin mène son orchestre dans le documentaire à gros budget nommé Cinerama Holiday. Son orchestre devient une attraction régulière du Paddock Lounge de la rue Bourbon dans le quartier français et réalise régulièrement des enregistrements d'émissions de radio, passages à la télévision. En 1953, Célestin donne une représentation pour le président Eisenhower à la Maison-Blanche.
La Fondation Jazz de La Nouvelle-Orléans a réalisé un buste de Celestin pour l'ensemble de sa grande contribution au jazz tout au long de sa vie. Ce buste est offert au Musée Delgado de La Nouvelle-Orléans. Il est reconnu comme l'un des plus grands musiciens de la musique de La Nouvelle-Orléans. Près de 4 000 personnes ayant défilé lors de ses funérailles à sa mort en décembre en 1954. Après sa mort, la direction de l'orchestre Tuxedo Brass Band est brièvement pris en charge par le tromboniste Eddie Pierson jusqu'à sa mort en 1958. La direction de l'orchestre est revenue au banjoïste Albert "Papa" French jusqu'à sa mort en 1977.

## Discographie sélective
| Enreg. | Nom de l'album          | Label    |
| ------ | ----------------------- | -------- |
| 1950   | The Battle of the Bands | Fairmont |
| 1954   | Marie Laveau            | GHB      |